# Callionymus madangensis
Callionymus madangensis, tên thông thường là cá đàn lia Madang, là một loài cá biển thuộc chi Callionymus trong họ Cá đàn lia. Loài này được mô tả lần đầu tiên vào năm 2014. Danh pháp khoa học của C. madangensis cũng chính là nơi mà nó được phát hiện, vịnh Madang.

## Phân bố và môi trường sống
C. madangensis có phạm vi phân bố ở Tây Thái Bình Dương. Loài này chỉ được biết đến ở vịnh Madang, Papua New Guinea (một phần của biển Bismarck). Mẫu vật duy nhất của C. madangensis được tìm thấy trên đáy cát trong một đầm phá, ở độ sâu từ 30 đến 40 m.

## Mô tả
Chiều dài tối đa được ghi nhận ở C. madangensis là khoảng 2 cm, thuộc về một cá thể đực (mẫu vật duy nhất). Màu sắc khi còn tươi của mẫu vật: Đầu và thân màu nâu vàng; lưng màu nâu sẫm; má màu vàng cam với vài đốm màu trắng xanh; ngực màu trắng ngà. Lưng có những chấm xám và trắng nhạt. Hai bên thân (ở phía dưới đường bên) có một hàng đốm lớn màu xám đậm; đường bên có hai vệt đen ngắn. Vây lưng thứ nhất màu xám đen trơn, không sọc đốm. Vây lưng thứ hai trắng nhạt, có đốm nhỏ màu nâu trên mỗi tia vây. Vây hậu môn màu xám sẫm. Vây đuôi trắng nhạt, 2/3 phía trên có các hàng đốm nâu; rìa dưới màu xám đen. Vây bụng có các đốm nâu. Vây ngực màu vàng nhạt, có các đốm nâu mờ.
Số gai ở vây lưng: 4; Số tia vây mềm ở vây lưng: 8; Số gai ở vây hậu môn: 0; Số tia vây mềm ở vây hậu môn: 8; Số tia vây mềm ở vây ngực: 17; Số gai ở vây bụng: 1; Số tia vây mềm ở vây bụng: 5.